# Tjehenu
Tjehenu ist als altägyptische Bezeichnung einer nordlibyschen Region erstmals in der prädynastischen Zeit unter anderem auf der „libyschen Palette“ (Skorpion II.) bezeugt. 
In die Regierungszeiten von Amenophis II. und Amenophis III. datieren die Erwähnungen von Tjehenu als „Feindland“ im Grab des Kenamun (TT93) beziehungsweise Grab des Anen (TT120). In der abydenischen Ortsnamenliste von Ramses II. ist Tjehenu als „nördliches Feindland“ belegt. Aufgrund der Erzählung „Odyssee des Wermai“ und der Erwähnung von Merenptah lag Tjehenu wohl westlich von Chasuu:

„Ich ging in das westliche Tjemehu, dann in das Land von Tjehenu und durchwanderte diesen Teil Ägyptens, bis ich nach Chasuu kam. (Anschließend) ging ich nach Tura. Ich erreichte danach den Gau von Per-Medjed und betrat nach einer zügigen Reise auf beiden Ufern von Oberägypten die große Oase.“

Tjehenu ist als Feind Ägyptens unter anderem in der Schlacht bei Sais als Verbündeter der angreifenden Länder belegt. Mitte März 1208 v. Chr. erhielt Merenptah während seiner Bautätigkeiten im Ostdelta die Nachricht, dass an der Westdeltagrenze Angriffe auf Ägypten erfolgten.